# Keisei Dentetsu

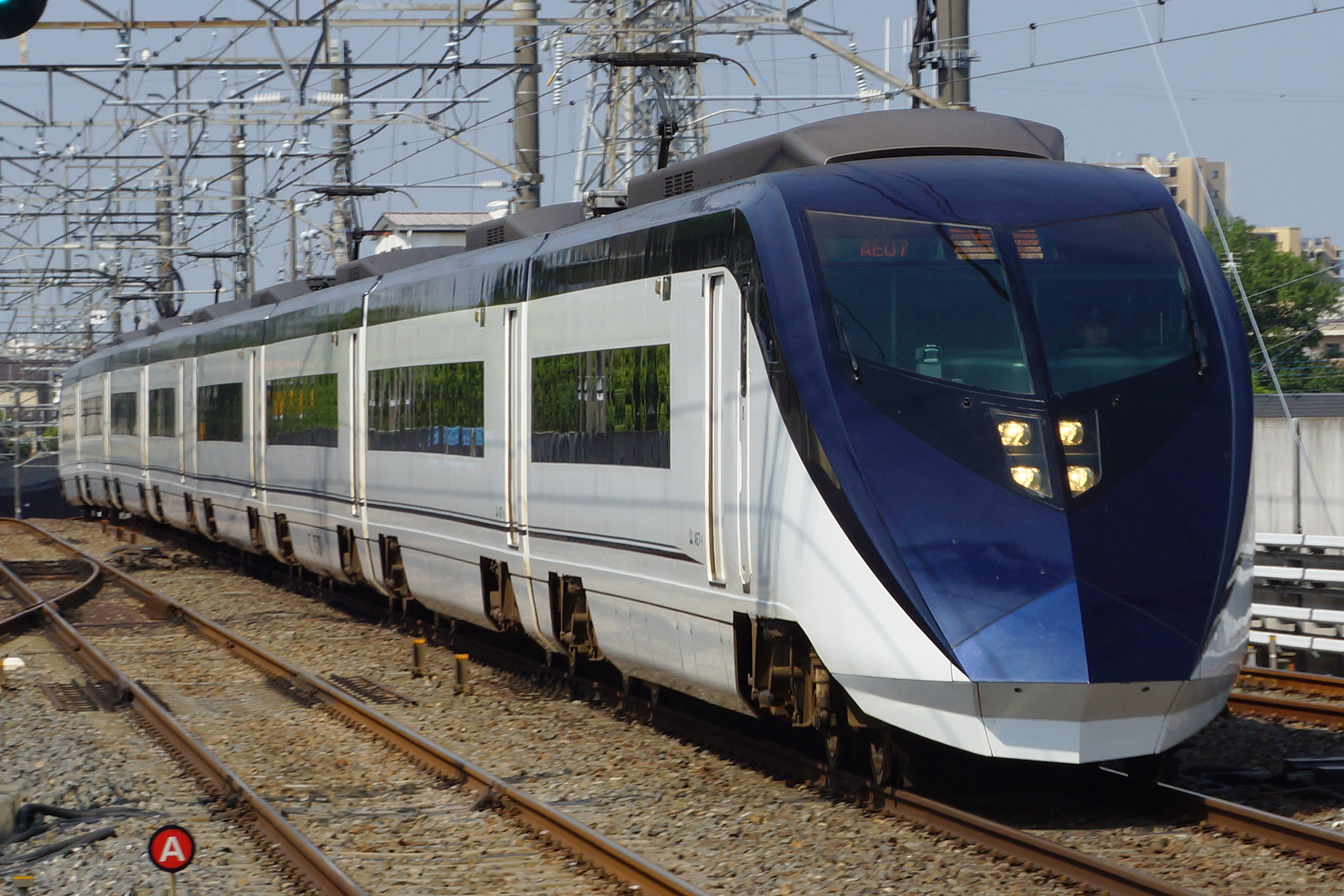
Skyliner, Keiseis Expresszug von Tokio zum Flughafen Narita

Die Keisei Dentetsu K.K. (jap. 京成電鉄株式会社, Keisei dentetsu kabushiki kaisha, kurz: Keisei; engl. Keisei Electric Railway Co., Ltd.), gelistet im Nikkei 225, ist eine private Eisenbahngesellschaft in der Präfektur Chiba und Tokio, Japan. Zur Keisei Group gehören weitere Bahngesellschaften wie die Shin-Keisei Dentetsu und die Hokuso Dentetsu.
Der Name setzt sich aus dem Schriftzeichen „kyō“ aus dem Wort Tōkyō sowie „nari“ aus Narita zusammen (die dann jedoch anders gelesen werden) und symbolisiert damit die Keisei-Hauptstrecke, welche Tokio und Narita verbindet. Weitere wichtige Bahnhöfe im Streckennetz befinden sich in Funabashi, Narashino, Yachiyo und Sakura. Keisei steht mit dem Skyliner mit der East Japan Railway Company (JR East) im Expressverkehr zum Flughafen Narita in Konkurrenz.
Neben dem Schienenverkehr als Kerngeschäft ist Keisei auch im Bus- und Taxigewerbe tätig. Ein weiteres Standbein ist die Tätigkeit als Bauträger. Keisei ist einer der Hauptaktionäre an der kommerziell äußerst erfolgreichen Oriental Land Company, welche das Tokyo Disney Resort betreibt.

## Geschichte

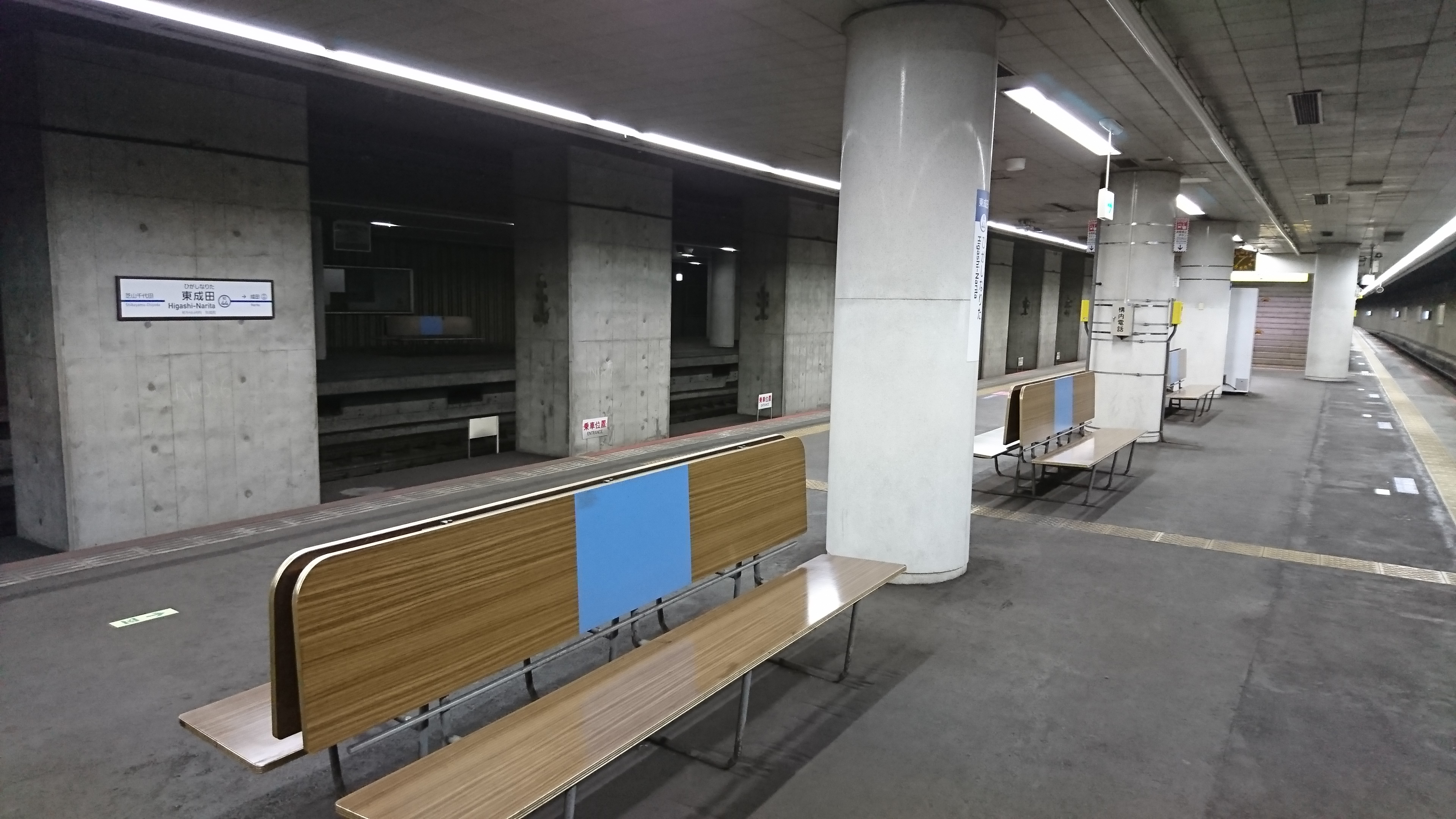
Der erste Flughafenbahnhof von 1972, heute Higashi-Narita, mit zwei von vier Gleisen im Betrieb

Keisei wurde 1909 als Vorortbahn im Osten Tokios gegründet (erste Abschnitte waren Oshiage–Edogawa und Takasago–Shibamata). Nach und nach wurde das Netz zum wichtigen Umsteigebahnhof Ueno (1930) und in Richtung Chiba bis Narita (1933) ausgebaut.
1959 wurde die Strecke von 1.372 auf 1.435 mm umgespurt, sodass die Züge im darauffolgenden Jahr direkt auf Toei Asakusa-Linie und Strecken der Keikyū-Hauptlinie durchgebunden werden konnten. Durch die gemeinsame Nutzung der Gleise können die Fahrgäste umsteigefrei in das Stadtzentrum und über die Keikyū-Flughafenlinie bis zum Flughafen Haneda gelangen.
Der Skyliner fährt seit 1978 vom Bahnhof Keisei-Ueno bis zum Flughafen Narita. Zuerst führte die Strecke zum heutigen Bahnhof Higashi-Narita, bis 1992 eine gemeinsame Trasse mit JR East zu den beiden Terminals fertiggestellt wurde.
2002 wurde u. a. von der Flughafengesellschaft Narita die Narita Rapid Rail Access Co. Ltd. (jap. 成田高速鉄道アクセス株式会社) gegründet, um eine direkte, auf 160 km/h ausgelegte Strecke von Tokio nach Narita mit dem Namen Narita Sky Access zu errichten. Die Bauarbeiten begannen im Jahr 2006 und wurden 2010 abgeschlossen. Von der nun 51,4 km langen Strecke sind 19,1 km Neubaustrecke auf der vorbereiteten Trasse für den Narita-Shinkansen; ansonsten wurde ein mitgenutzter Abschnitt der Hokusō-Linie ertüchtigt. Die Bestandsstrecken in der Zufahrt auf den Flughafen sowie die unterirdischen Bahnanlagen am Flughafen konnten unverändert genutzt werden. Insgesamt wurden ¥126 Milliarden investiert. 
Die Züge der Keisei-Baureihe AE benötigen für die 51,4 km lange Strecke vom Bahnhof Ueno zum Flughafen 41 Minuten. Den Bahnhof Nippori, wo ein Umstieg zur Yamanote-Linie möglich ist, erreichen die Züge bereits nach 36 Minuten. Damit betreibt die Keisei Dentetsu die schnellste Verbindung von der Innenstadt zum Flughafen Narita.

## Strecken
- Keisei-Hauptlinie (Keisei-Ueno–Flughafen Narita)
- Keisei Chiba-Linie (Keisei-Tsudanuma–Chiba Chūō)
- Keisei Kanamachi-Linie (Keisei-Takasago–Keisei-Kanamachi)
- Keisei Oshiage-Linie (Oshiage–Aoto)
- Keisei Chihara-Linie (Chiba Chūō–Chiharadai)
- Keisei Higashi-Narita-Linie (Keisei-Narita–Higashi-Narita)
- Keisei Narita-Flughafenlinie Narita Sky Access (Keisei-Takasago–Flughafen Narita)

## Rollmaterial
Neben der Baureihe AE auf den Skyliner-Diensten verkehren S-Bahn-artige Triebzüge.
- Keisei-Baureihe 3500, 4 Sechsteiler und 9 Vierteiler
- Keisei-Baureihe 3600, 5 Achtwagenzüge und ein Vierteiler
- Keisei-Baureihe 3400, 5 Achtwagenzüge
- Keisei-Baureihe 3700, 13 Achtteiler und 2 Sechsteiler
- Keisei-Baureihe 3000, 29 Sechswagenzüge und 19 Achtwagenzüge
- Keisei-Baureihe 3100, 4 Achtwagenzüge

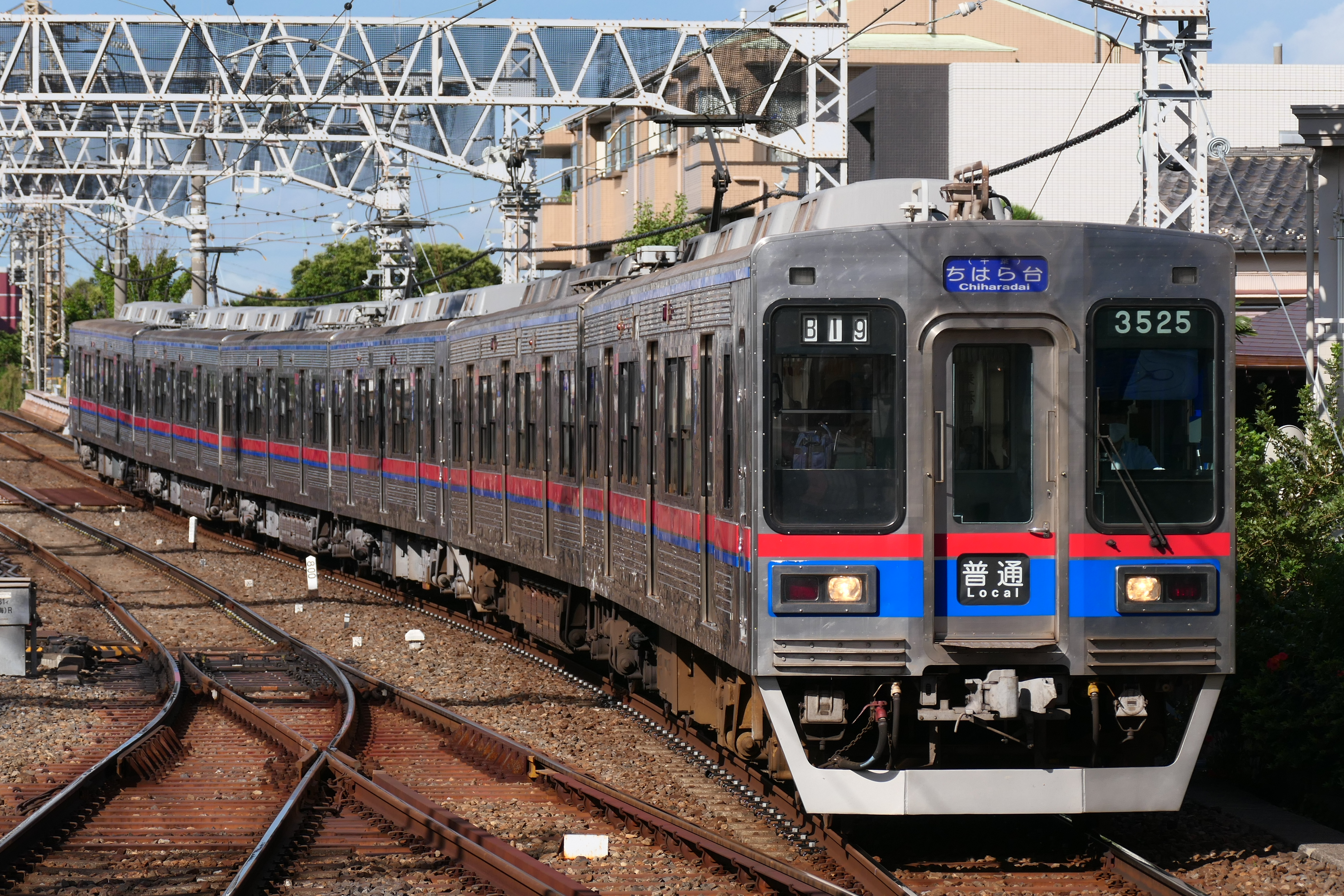
Keisei-Baureihe 3500
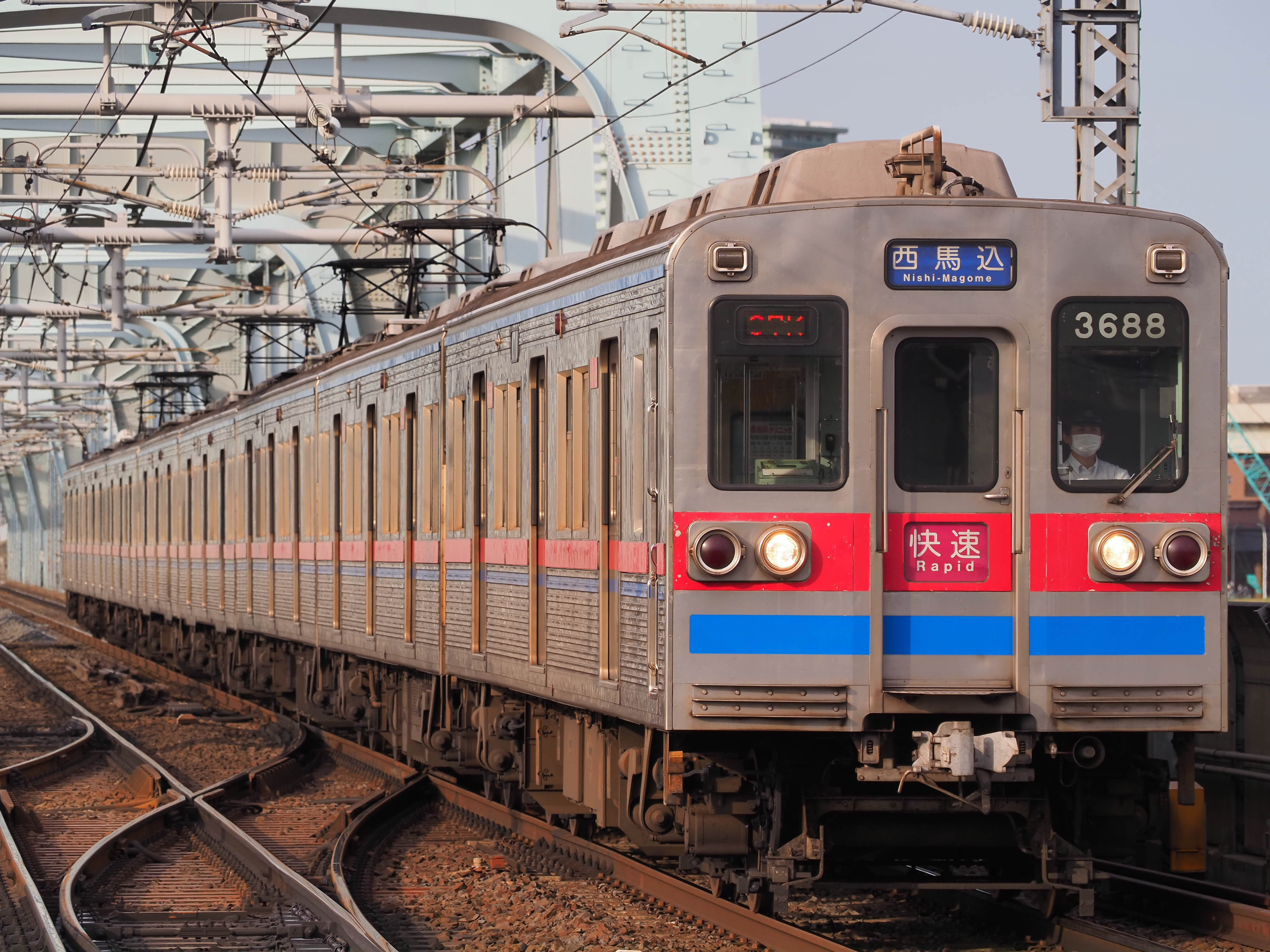
Keisei-Baureihe 3600
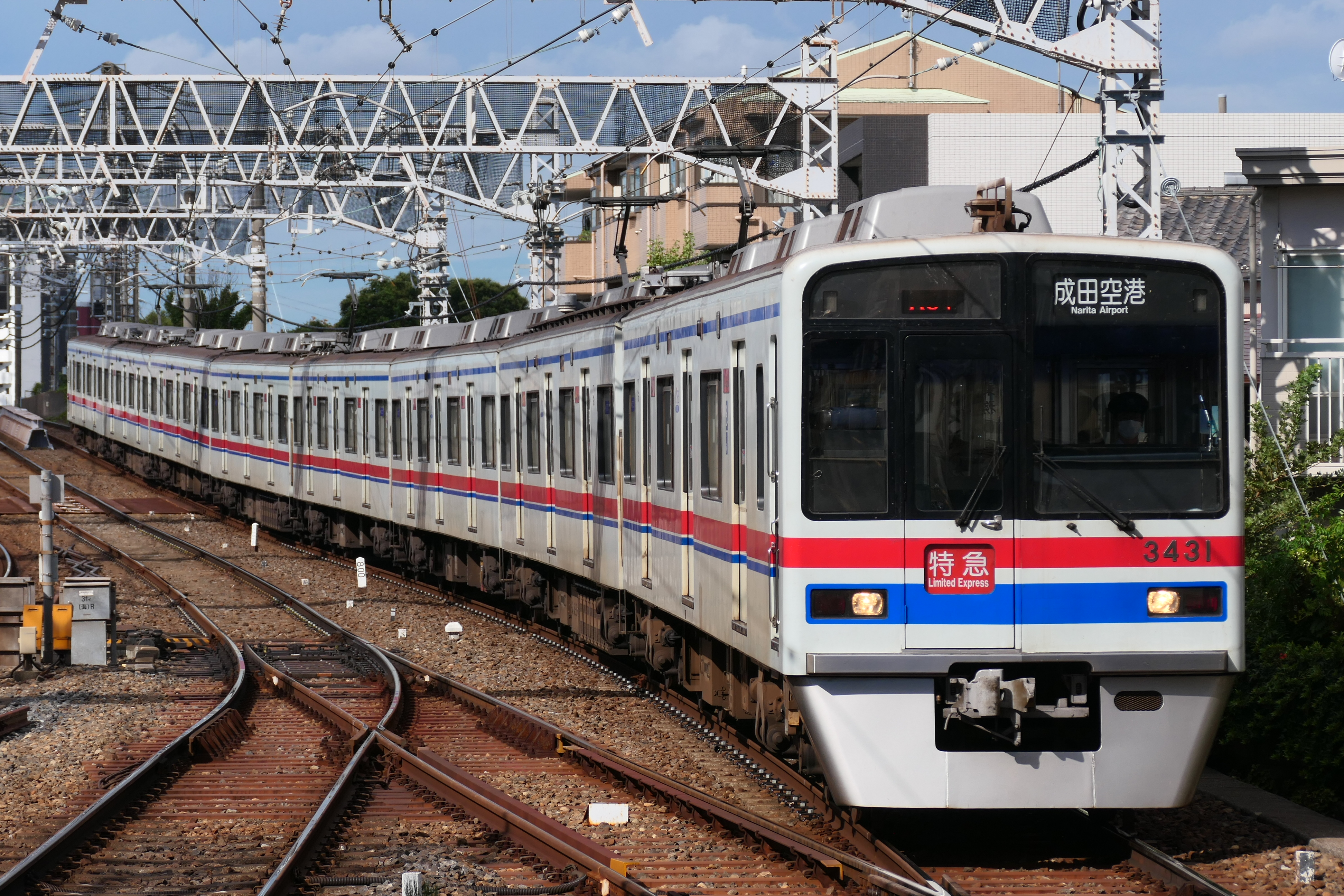
Keisei-Baureihe 3400
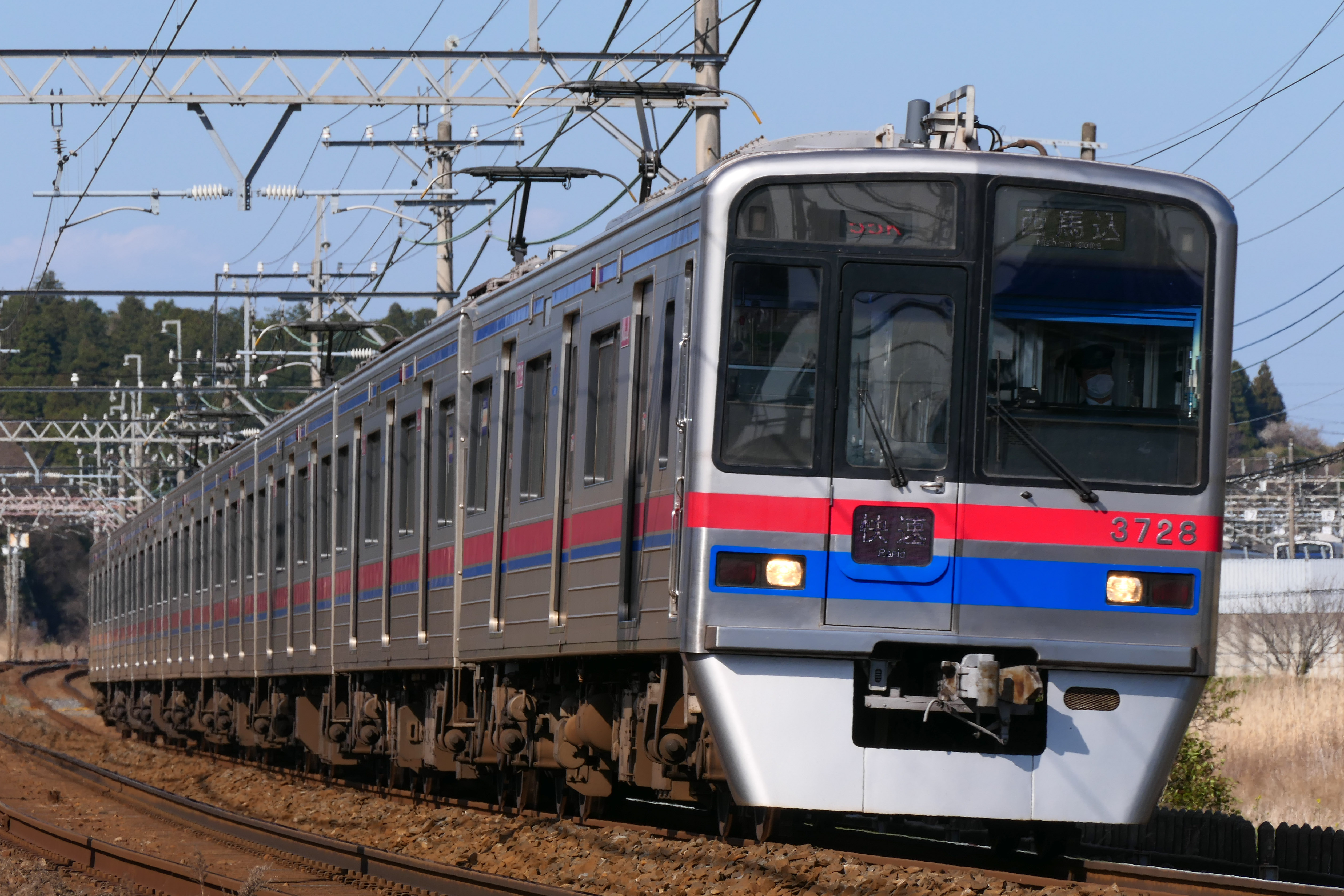
Keisei-Baureihe 3700
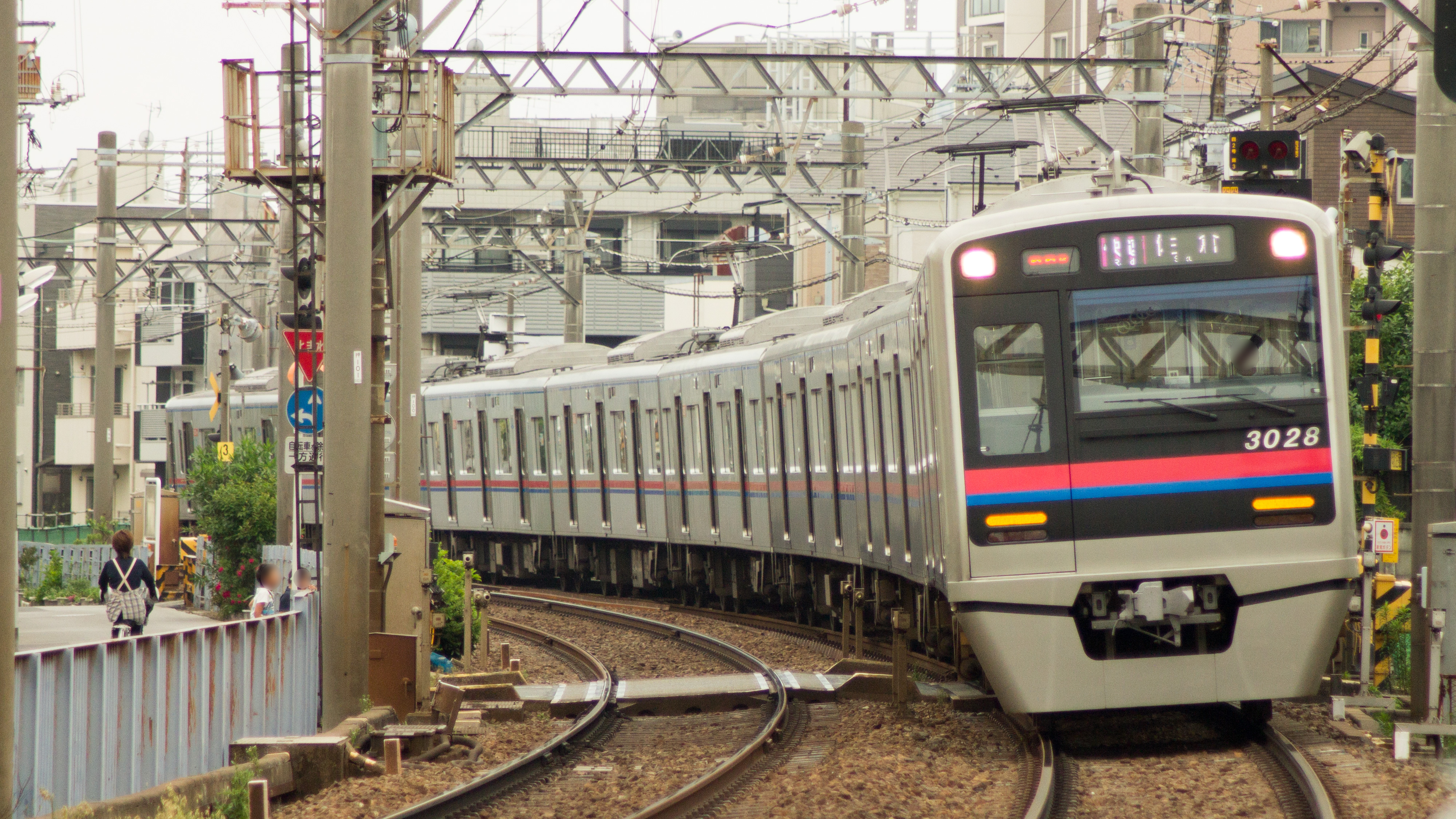
Keisei-Baureihe 3000
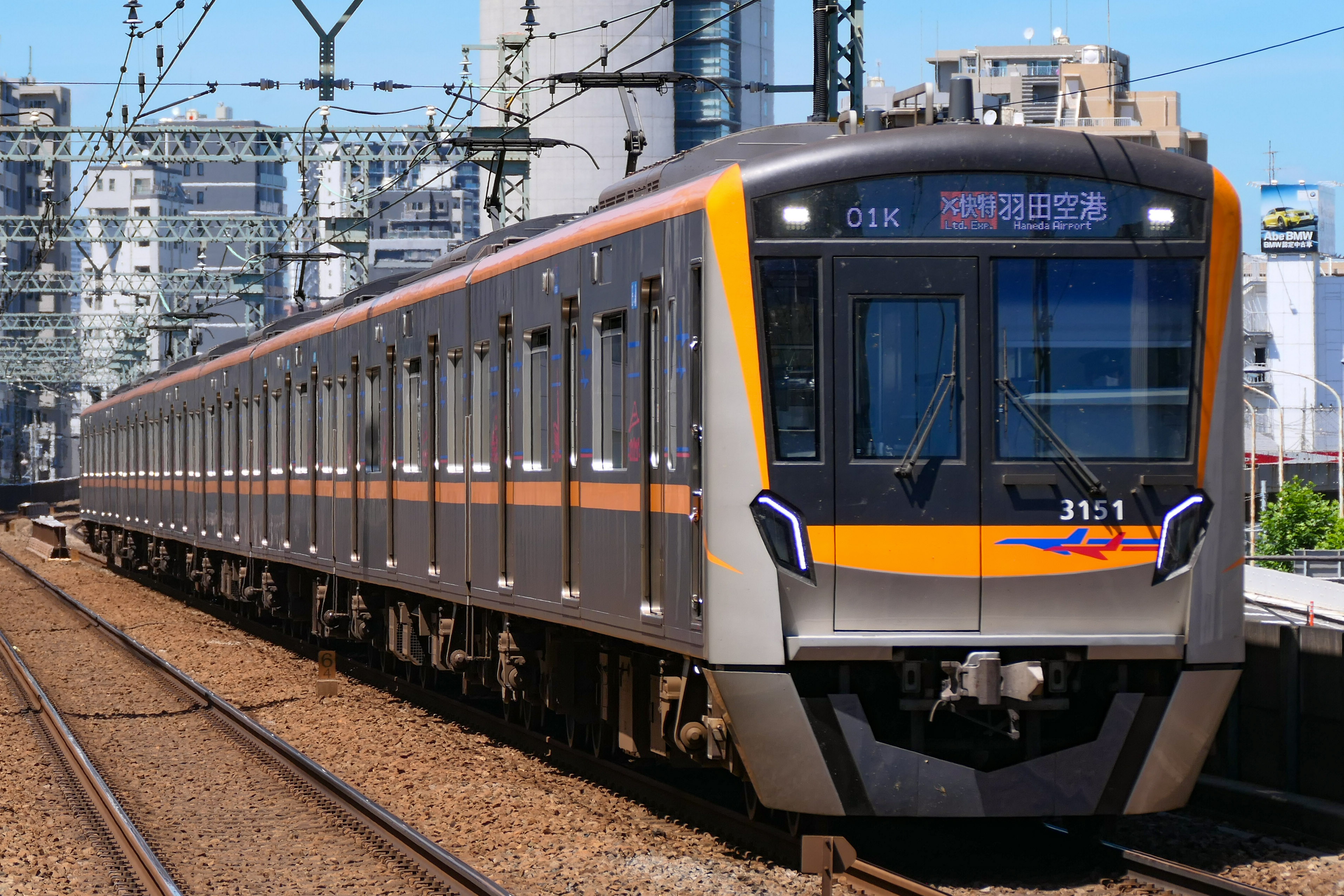
Keisei-Baureihe 3100